# Alton Welton
Alton Welton (Alton Roy Welton; * 11. März 1886 in Methuen, Massachusetts; † 9. November 1958 in Santa Ana, Kalifornien) war ein US-amerikanischer Marathonläufer.
1908 qualifizierte er sich als Neunter beim Boston-Marathon (ca. 37,7 km) in 2:43:25 h für die Olympischen Spiele in London, wo er in 2:59:45 h Vierter wurde.